# Nieuwe economie
Het begrip nieuwe economie duidt op de overgang van een economie die gebaseerd is op de productie van grondstoffen naar een economie die draait op, met name webgebaseerde, diensten. Rond de eeuwwisseling zorgden mondiale technologische veranderingen, zoals internet, nanotechnologie en telecommunicatie, voor een aardverschuiving in het economisch landschap.

## Inleiding
De Verenigde Staten beleefden na de Tweede Wereldoorlog een sterke economische opgang, waardoor de grootste middenklasse uit de geschiedenis ontstond. De Amerikaanse econoom John Kenneth Galbraith schreef in het boek The affluent society (1958) dat vooral de private sector de vruchten plukte van deze welvaart, maar de zwakkeren in de samenleving een stuk minder. Hij vroeg zich af of er voldoende tegenmacht was om de macht van grote bedrijven te beteugelen. "De vakbonden, coöperaties, boerenleenbanken en kleine winkelketens", zo schreef hij, "behoren voor een evenwicht in het systeem te zorgen."
Het einde van de negentiger jaren luidde het begin in van het tijdperk van de nieuwe economie. Voorheen geldende uitgangspunten van de kapitalistische economie verloren aan betekenis.  De industriële massaproductie van goederen bleef belangrijk, maar de toekomst leek te liggen bij de informatie-economie en het internet. In de nieuwe economie bepaalde, zo was de verwachting, niet langer schaarste aan goederen, zoals grondstoffen en industriële eindproducten, de prijs. Waardecreatie ontstond voornamelijk door de mogelijkheid van verspreiding via het wereldwijde web. De goederen van de nieuwe economie zijn dus in de eerste plaats communicatiemiddelen, zoals telefoon, e-mail en de sociale media, omdat deze wereldwijde toegang garanderen.
Aan het einde van de 20e eeuw kwamen talloze informatietechnologiebedrijven op de markt. Investeerders pompten grote sommen geld in ondernemingen om innovatieve ideeën veilig te stellen en zo een voorsprong te nemen bij het aanboren van nieuwe markten. Het opstarten van nieuwe bedrijven in sectoren  als de informatietechnologie, multimedia, biotechnologie en telecommunicatie was kenmerkend voor de nieuwe economie. Aan het einde van deze hausse bleken een groot aantal bedrijfsmodellen van de nieuwe economie conceptuele mislukkingen te zijn en dit leidde tot het uiteenspatten van de Internetzeepbel. Daarmee verdwenen veel van de vaak veelbelovende start-ups weer van het toneel.

## Oude en nieuwe economie
In het begin van deze eeuw noemde voormalig PvdA politicus en vakbondsbestuurder Ruud Vreeman de tegenstelling tussen de oude en nieuwe economie vals. Eerder lopen de twee begrippen door elkaar heen en zijn onderling verbonden. Zoals hij het verwoordde: "Een bloemkool kun je niet via glasvezel transporteren."
Wel heerste er bezorgdheid, dat door nieuwe technologieën de werkgelegenheid ging afnemen. Studies berichtten over mogelijk 50% banenverlies door robotisering. Maar tussen 2000 en 2015 kwamen juist extra banen bij. In het begin leken met name de banen van lageropgeleiden in gevaar, maar tegenwoordig eerder het middensegment van de arbeidsmarkt.
Robert Reich diende van 1993 tot 1997 als minister van Arbeid in de regering van Bill Clinton en hij vindt dat de techbedrijven veel te macht hebben in de nieuwe economie. Hij betoogt dat er geen sprake meer is van een vrije markt, omdat vooral het bedrijfsleven en de politiek de macht verdelen. Terwijl de Amerikaanse economie in de afgelopen veertig jaar in omvang is verviervoudigd, steeg het gemiddelde loon in de VS nauwelijks. De winst gaat bijna altijd naar de top van de grote bedrijven.
De Amerikaanse econoom Joseph Stiglitz bestrijdt deze excessen van het kapitalisme en pleit voor welvaart voor iedereen. In zijn laatste boek Winst voor iedereen (2019) hekelt hij  met name de vercommercialiseerde media en de handelaren op Wall Street. De overheid dient zich in dienst te stellen van het collectieve belang en in het boek pleit Stiglitz onder meer voor gratis kinderopvang, verhoging van de uitkeringen bij werkeloosheid en investeringen in grote infrastructurele projecten.

## Het orakel van Silicon Valley
Tim O'Reilly begon in de jaren negentig als uitgever van technische boeken en organisator van conferenties, die met name bij techbedrijven weerklank vonden. Hij staat ook wel bekend als het orakel van Silicon Valley. Zijn boek What's the Future kwam in 2018 in het Nederlands uit als De nieuwe economie.
Hij weerspreekt de voorspelling, dat er in de toekomst veel minder banen zijn en dat daarom iedereen recht moet krijgen op een basisinkomen. Er is altijd werk aan de winkel, zegt O'Reilly,  waarbij technologie een hulpmiddel kan zijn. Technologie maakt alleen maar banen overbodig, wanneer wij daar zelf voor kiezen. Volgens hem is het onjuist is om het algoritme de schuld te geven van veel problemen, want een algoritme is niet meer dan een verzameling instructies met een doel.
De nieuwe economie is een disruptie in de geschiedenis, maar biedt ook nieuwe kansen. Inzet van technologie is bijvoorbeeld mogelijk bij alle ziektes, waarvoor nog geen medicijn ontwikkeld is. Het Google-project DeepMind ontwikkelt door middel van kunstmatige intelligentie nieuwe modellen in de gezondheidszorg. Een andere uitdaging is de klimaatverandering. Ook daarvoor zijn oplossingen nodig. Hoewel hij zijn bedenkingen heeft over Amazon's verdienmodel heeft O'Reilly grote bewondering voor ondernemers als Jeff Bezos en Elon Musk, omdat zij voortdurend met hun ideeën voorlopen op de markt. Amazon bijvoorbeeld startte met de inzet van 50.000 robots, maar nam tegelijkertijd 200.000 mensen aan, omdat ze meer producten in de magazijnen moesten inpakken.
Wanneer de markt verzadigd is, verliezen producten hun waarde. Het vormt dan  een uitdaging om nieuwe producten te ontwikkelen, die toegevoegde waarde hebben. O'Reilly voorziet design en creativiteit als bron van nieuwe mogelijkheden. De auto was na de Tweede Wereldoorlog een belangrijk vervoermiddel. Omdat de meeste mensen nu een auto hebben, is het langzamerhand een statussymbool geworden. Dus gaat het er niet langer om, wat een product doet, maar welke betekenis men er aan hecht. Voor voedsel geldt hetzelfde. De prijs van de maaltijd is laag en betaalbaar voor de overgrote meerderheid. Dus  ontstaat er ruimte voor bijzonder eten, zoals biologisch of veganistisch.

## Verdeling van de macht
Wanneer in de nieuwe economie banen verloren gaan, luidt de meest genoemde oplossing beter onderwijs en werk-naar-werk training. Een andere baan kan om nieuwe vaardigheden vragen. Maar dat is, volgens oud-minister Robert Reich, slechts een deel van het verhaal.
Reich hekelt de overheersende invloed van het grote geld op de politiek, want daardoor bepalen de welgestelden de regels. Bij gebrek aan tegenspel is er een vicieuze cirkel ontstaan, waarbij steeds meer geld naar de top gaat. Zij profiteren van belastingverlagingen, belastingontwijking en krijgen financiële ondersteuning in tijden van crises van de kant van de overheid. Het grote publiek beseft, volgens Reich, dat er sprake is van vals spel en keert zich tegen het establishment.
In de nieuwe economie zijn er niet louter banen nodig, zegt Reich, maar kwalitatief goed werk. De Amerikaanse economie kan geen welvaart voor iedereen creëren zonder een grote middenklasse, die door haar bestedingen de economie aanjaagt. Ook pleit hij voor een gegarandeerd basisinkomen, zodat niemand in armoede hoeft te leven en antitrust wetgeving om de concentratie van economische macht te breken.

## Modellen voor de toekomst
De website Duurzaam Nieuws ontvouwt haar visie op een nieuwe economie : zo zou geld een middel moeten zijn en niet zoals tot dusverre het doel. De groei dient evenwichtig te zijn en niet langer zonder plafond. Inkomensverschillen blijven binnen een bepaalde marge en welvaart is niet de beloning voor werk, maar een mensenrecht. Zorg voor het milieu moet voorop staan.
Hoogleraar Duurzaam Ondernemen Jan Jonker hanteert een ander model voor de richting van de nieuwe economie. Diensten zullen de plaats innemen van dingen. Netwerken komen op de plaats van organisaties. Circulaire modellen verdienen de voorkeur boven lineaire bedrijfsvoering: het oude model van winnen-maken-gebruiken-weggooien uit de maakindustrie is niet langer houdbaar. Creatie van waarde gaat boven winstbejag.
Tim O'Reilly voorziet tot 2060 een tijd van voortdurende verandering, waarbij innovatie de motor van de economie is. Hij waarschuwt ervoor dat we worden beheerst door systemen die we niet goed begrijpen. Dan dreigt het gevaar van een doos van Pandora.